# Вибір (фільм, 2016)
«Вибір» (англ. The Choice) — американський романтичний фільм 2016 року режисера Росса Каца за сценарієм Браяна Сайпа, на основі однойменного роману Ніколаса Спаркса 2007 року, про двох сусідів, які закохуються з першого погляду. Головні ролі виконали Бенджамін Вокер, Тереза Палмер, Меґґі Ґрейс, Олександра Даддаріо, Том Веллінг і Том Вілкінсон.
Зйомки розпочалися 13 жовтня 2014 року у Вілмінгтоні, Північна Кароліна. Компанія «Lionsgate» випустила фільм 5 лютого 2016 року.

## Сюжет
У маленькому прибережному містечку Бофорт живе Тревіс Шоу, ветеринар. До будинку по сусідству в'їжджає молода приваблива дівчина — Ґаббі Голанд (Тереза Палмер), студент-медик. Між парою відразу з'являється тяжіння. Однак Геббі вже зустрічається з колегою, доктором Райаном МакКарті. Поки він знаходиться за кордоном, у сусідів починаються романтичні стосунки. Повернувшись, Райан намагається відновити свій зв'язок з дівчиною. Габбі повинна вирішити, ким вона дорожить більше. Після сумнівів Голланд вибирає Тревіса, з яким у неї починається прекрасне сімейне життя. Парі ще доведеться зіткнутися з труднощами на своєму шляху.

## У ролях
- Бенджамін Вокер — Тревіс Шоу
- Тереза Палмер — Ґаббі Голанд
- Меґґі Ґрейс — Стефані Паркер
- Олександра Даддаріо — Моніка
- Том Веллінг — д-р Раян МакКарті
- Том Вілкінсон — д-р Шеп
- Нові Вікторія — Ліз
- Бред Джеймс — Бен
- Анна Енгер — Меган
- Вілбур Фіцджеральд — містер Голанд
- Келлен Вайт — місіс Голанд
- Джессі Бойд — Метт
- Діана Селлерс — Джекі
- Бретт Райс — д-р МакКарті

## Виробництво
10 червня 2014 року Lionsgate придбав права на екранізацію роману Ніколаса Спаркса «Вибір» в Америці та Великій Британії, що вийшов у 2007 році. Браян Сайп написав сценарій фільму, а Спаркс, Тереза Парк та Пітер Сафран виступили продюсерами. 2 вересня Роса Кетца призначили керівником фільму, який спільно фінансували та продюсували «Nicholas Sparks Productions» разом із «The Safran Company».  30 вересня Бенджамін Вокер був відібраний на головну роль Тревіса Паркера у фільмі. Того ж дня, Тереза Палмер отримала роль Геббі Голанд. 7 жовтня, Том Вілкінсон був включений до складу акторів для виконання ролі доктора Шепа. 8 жовтня Олександра Даддаріо, Том Веллінг та Меґґі Ґрейс також приєдналися до зйомок у фільмі. Веллінг грає Раяна — доктора, що проходить практику у свого батька та є хлопцем Ґаббі, а Ґрейс — Стефані, сестру Тревіса.

### Зйомки
Зйомки фільму розпочалися 13 жовтня 2014 року у місті Вілмінгтон (Північна Кароліна), і тривали до 21 листопада. Протягом перших трьох днів знімальна група та статисти знімали в ресторані-барі «Dockside» та на Bridge Tender Marina разом з акторами поблизу Райтсвілл-Біч, 20 жовтня — у клубі Гановер на морському узбережжі Райтсвілл-Біч. Пізніше зйомки продовжилися в одному з будинків у центрі міста Вілмінгтон.

## Касові збори
«Вибір» зібрав 23 420 427 доларів США (18 730 891 долар у Північній Америці і 4 689 536 доларів на інших територіях).
Фільм вийшов у прокат у Північній Америці 5 лютого 2016 року разом зі стрічками «Гордість і упередження і зомбі» та «Аве, Цезар!». У перші вихідні фільм, за прогнозами, мав отримати 7–9 мільйонів доларів з 2631 кінотеатру. Він зібрав 290 000 доларів США під час попереднього перегляду в четвер і 6 050 443 долари від показу у перші вихідні, посівши п’яте місце за касовими зборами («Панда Кунг-Фу 3» — 21 242 181 долар, «Аве, Цезар!» — 11 355 225, «Зоряні війни: Пробудження Сили» — 6 973 316 і «Легенда Г'ю Гласса» — 6 939 795).

## Реакція критиків
«Вибір» отримав негативні відгуки критиків. На Rotten Tomatoes фільм має рейтинг 11% (на основі 84 оглядів) із середнім рейтингом 3,57 / 10. Критики сайту говорять: «Як і в 10 попередніх фільмах Ніколаса Спаркса, «Вибір» про трагедію дивовижно нещасливих закоханих на сонячному півдні — навіть для тих, хто любив попередні історії, ця невибаглива мелодрама може здатися нестерпно шаблонною». Metacritic оцінює фільм на 26 зі 100, базуючись на 23 критиках, вказуючи на «загалом несприятливі відгуки». Аудиторія, яку опитував CinemaScore, дала фільму середній бал «B +» за шкалою від A до F. 
Френк Шенк із «Голлівуд-репортер» розкритикував фільм, назвавши його «кінематографічним еквівалентом двогодинного витріщання на листівку Голлмарк». A. A. Дауд із «The A.V. Club» назвав його «шаблонним місивом». Мойра Макдональд із The Seattle Times написала, що фільм «невблаганно рухається до свого неминучого сльозливого кінця». Ендрю Баркер з «Вараєті» пише про цей фільм: «починаючи з простого посереднього відтворення стандартних спарківських стежок, відхиляючись до самопародії поблизу годинної позначки, і, нарешті, закінчуючи однією із найнахабніших цинічних кульмінацій, нещодавно здійснених у кіно». Деван Когган із «Entertainment Weekly» дійшов висновку, що фільм був «передбачуваним, циклічним безладом».

## Домашні медіа
«Вибір» вийшов на DVD та Blu-ray 3 травня 2016.